# Эскадренные миноносцы типа «Аннаполис»
Тип «Аннаполис» (англ. Annapolis class, фр. Classe Annapolis) — серия канадских эсминцев-вертолётоносцев 1960-х годов. Последние из эскортных эсминцев, созданных на основе типа «Сен-Лорен», эсминцы типа «Аннаполис» отличались постройкой изначально в роли противолодочных эсминцев-вертолётоносцев, в каковые были к началу их строительства переоборудованы эсминцы типа «Сен-Лорен». В 1960—1964 годах были построены два корабля этого типа, получившие названия в честь городов Канады. В середине 1980-х годов они прошли малую модернизацию с целью продления срока службы. Сняты с вооружения эсминцы этого типа были в 1996 и 1998 годах, как и остальные эсминцы на основе типа «Сен-Лорен», будучи заменены современными фрегатами типа «Галифакс».

## Представители
| Название            | Номер           | Судоверфь         | Закладка        | Спуск на воду   | Вступление в строй | Судьба                                                                    |
| ------------------- | --------------- | ----------------- | --------------- | --------------- | ------------------ | ------------------------------------------------------------------------- |
| Аннаполис Annapolis | DDE 265 DDH 265 | Halifax Shipyard  | 2 сентября 1961 | 27 апреля 1963  | 19 декабря 1964    | снят с вооружения 15 ноября 1996, к затоплению в роли искусственного рифа |
| Нипигон Nipigon     | DDE 266 DDH 266 | Marine Industries | 5 августа 1960  | 10 декабря 1961 | 30 мая 1964        | снят с вооружения 2 июля 1998, затоплен как искусственный риф в 2003      |